# Raoul de Gaucourt
Raoul (VI.) de Gaucourt (* um 1371; † zwischen 1461 und 21. Juni 1462) war ein französischer Adliger, Militär, Diplomat und Hofbeamter; er zählt zu den Waffengefährten Jeanne d’Arcs, war Gouverneur der Dauphiné und Großmeister von Frankreich.

## Leben
Raoul (VI.) de Gaucourt war der zweite Sohn von Raoul (V.) de Gaucourt, Seigneur de Gaucourt et d’Hargicourt († 1417), und Marguerite de Beaumont(-en-Gâtinais), Dame de Luzarches. Durch den Tod seines älteren Bruders Guillaume de Gaucourt, der zuletzt 1402 bezeugt ist, wurde er der präsumptive Erbe des Familienvermögen, das ihm 1417 zufiel. Ab dem 13. Lebensjahr war er im Dienst Karls VI., der ihn zu seinem Valet-Tranchant machte. Im Oktober 1388 begleitete er im Dienst von Louis II. de Bourbon, Herzog von Bourbon, den König bei einer Reise nach Deutschland.
1396 nahm er am Ungarn-Kreuzzug Johann Ohnefurchts, Graf von Nevers, teil, und wurde anlässlich der Schlacht von Nikopolis (25.–28. September 1396) zum Ritter geschlagen. Bei seiner Rückkehr nach Frankreich schloss er sich der Partei von Louis de Valois, duc d’Orléans und des Dauphins Charles de Valois an.
Er kämpfte am 23. September 1408 in Schlacht von Othée gegen die Lütticher Bürger unter Johann Ohnefurcht, jetzt Herzog von Burgund. Im Bürgerkrieg der Armagnacs und Bourguignons, der 1410 zwischen den Armagnaken (den Unterstützern des jeweiligen Dauphins unter der Führung von Charles de Valois, duc d’Orléans) und den Burgundern (unter Johann Ohnefurcht) ausbrach, stand Raoul de Gaucourt auf der königlichen Seite. 1411 wurde er Kammerherr des Herzogs von Orléans.
Am 14. Oktober 1411 eroberte er durch einen Überraschungsangriff die Brücke von Saint-Cloud von den Burgundern; am 23. Oktober 1411 drangen die Burgunder mit einer Armee von 60.000 Mann in Paris ein, in der Nacht vom 8. auf den 9. November verließ Johann Ohnefurcht mit einem Kontingent die Stadt und marschierte auf Saint-Cloud, wo es ihm gelang, die Truppen der Armagnacs zu stellen und vollständig zu schlagen. Ebenfalls 1411 zeichnete sich Raoul de Gaucourt in der Schlacht von Le Puiset aus, bei der er Jacques II. de Bourbon, comte de La Marche, Titularkönig von Sizilien, gefangen nahm und Arnault Guilhem de Barbazan aus den Händen der Feinde befreite. Im Jahr darauf schlug er einige Gefechte mit Valéran III. de Luxembourg, Graf von Saint-Pol, dessen Belagerungen von Dreux (10.–15. Juli 1412) und Tonnerre (1414) aufgehoben werden konnte. Am 10. Mai 1412 schlug er den Comte de Saint-Pol und Robert de La Heuze, dit Le Borgne (der im Jahr darauf kurze Zeit Prévôt de Paris war).
Raoul de Gaucourt nahm an der Hochzeit von Jean de Valois, duc de Touraine teil, der am 6. August 1415 Jakobäa von Bayern, die Erbin von Hennegau, Seeland und Holland heiratete, und der im Dezember 1415 durch den Tod seines Bruders Louis de Valois, duc de Guyenne Thronfolger wurde. Nach seiner Rückkehr eilte er nach Harfleur, nachdem König Heinrich V. von England mit seinem Heer am 13. August 1415 in der Nähe zu einem Feldzug gegen Frankreich an Land gegangen war. Dessen Belagerung von Harfleur begann am 18. August, einen Monat darauf sollte der Sturmangriff erfolgen, nachdem die Stadtmauern stark beschädigt worden waren; Jean d’Estouteville und Raoul de Gaucourt als Militärkommandanten der Stadt vereinbarten zuvor mit Heinrich V. eine Übergabe, falls bis zum 23. September kein französischer Entsatz eintreffen würde. Als die Unterstützung ausblieb, ergab sich die Stadt schließlich am Abend des 22. Septembers den Engländern. Entgegen den Vereinbarung wurden Raoul de Gaucourt und Jean d‘Estouteville von den Engländern gefangen genommen und nach England gebracht, wo man ihn (Jean) zehn Jahre lang festhielt, bis er das geforderte Lösegeld aufbringen konnte.
Nach seiner Freilassung und Rückkehr kämpfte Raoul de Gaucourt im September 1427 gegen die Engländer in Montargis. Im gleichen Jahr wurde er Rat und Kammerherr des Königs Karl VII. 1428 sammelte er Truppen, um der Stadt Orléans zu Hilfe zu kommen, die von den Engländern unter Druck gesetzt und vom 7. Oktober 1428 bis 8. Mai 1429 belagert wurde. Anschließend wurde er zum Bailli und Kapitän von Orléans ernannt. Er kämpfte am 18. Juni 1429 in der Schlacht bei Patay, nahm im gleichen Jahr an der Eroberung von Chartres und an der Krönung Karls VII. in Reims am 17. Juli 1429 teil. Am 27. Oktober 1429 wurde er zum Kapitän von Stadt und Burg Chinon ernannt, am 4. Februar 1430 zum Gouverneur der Dauphiné. In diesem Amt besiegte er am 11. Juni 1430 Louis de Charlon-Arlay, Fürst von Orange, der zur burgundischen Partei gehörte und Ansprüche auf die Dauphiné erhob, in der Schlacht von Anthon.
1433  sammelte dann Truppen in der Dauphiné, mit denen er nach Poitou, Anjou, Touraine und Blésois zog und schließlich die Loire überquerte, um seine Armee gegen die Engländer in Maine zu führen. Am 26. Oktober 1433 wurde er von König Karl VII. von seinen militärischen Ämtern entbunden und zum November des gleichen Jahres in seine Nähe und seinen Rat berufen. Am 21. Februar 1434 wurde er als Botschafter zu Kaiser Sigismund gesandt. In der Dauphiné ließ er sich durch Jean Girard, den Erzbischof von Embrun, und ab 26. August 1434 durch Guillaume Juvénal des Ursins vertreten, den späteren Kanzler von Frankreich.
Nach dem Einzug in Paris am 13. April 1436 durch Jean de Villiers de L’Isle-Adam und den Connétable de Richmond, sicherte er die Île-de-France militärisch u. a. durch die Stationierung einer Garnison in Saint-Denis am 10. September 1436. Von August bis Oktober 1437 kämpfte er bei der Belagerung von Montereau. Im gleichen Jahr wurde er von König Karl VII. zu seinem Premier Chambellan ernannt. 1438 war er mit Thibaut Lemoine, Bischof von Chartres, als Gesandter beim Papst, dann in Neapel, um im Auftrag des französischen Königs einen Frieden zwischen dem Alfons V. von Aragón als König von Sizilien, der in Gefangenschaft des Mailänder Herzogs Filippo Maria Visconti geraten war, und seinen Gegnern zu verhandeln. In Süditalien hielt er sich bis vom 20. Juni bis zum 6. Oktober 1439 auf.
Auch bei der Praguerie im Jahr 1440 stand er an der Seite des Königs. Im gleichen Jahr wurde er erneut zum Kapitän von Stadt und Burg Chinon ernannt, diese Aufgabe nahm er bis 1459 wahr Ende 1441 wurde er von den Engländern (erneut) bei Harfleur gefangen genommen, aber frei gelassen, nachdem er seine Söhne als Geiseln gestellt hatte. Am 15. August 1443 half er mit dem Dauphin, dem späteren König Ludwig XI. der Burg Dieppe, die von den Engländern unter John Talbot, 1. Earl of Shrewsbury belagert wurde. Im Auftrag des Dauphins reiste er im Jahr darauf zum deutschen König Friedrich III.
1448 wurde er als Diplomat nach Mailand gesandt (dort war Filippo Maria Visconti gestorben und die Ambrosianische Republik ausgerufen worden), anschließend, noch im gleichen Jahr, zu König Heinrich VI. von England, um wegen der Angriffe zu verhandeln, die nach dem Waffenstillstand von 1444 geschehen waren und diesem wieder Geltung zu verschaffen. Am Einzug des Königs ins zurückeroberte Rouen am 10. November 1449 nahm er als Premier Chambellan teil und wurde dann zum Kapitän von Rouen und Gisors bestellt. Im Februar 1451 reiste er mit Jean Juvénal des Ursins, dem Erzbischof von Reims, als Botschafter zu Philipp III., Herzog von Burgund, um offene Details zum Vertrag von Arras von 1435 zu klären.
1453 wurde er als Nachfolger des verstorbenen Jacques I. de Chabannes zum Grand Maître de France et de l‘Hôtel du Roi ernannt, 1461 verlor er das Amt im Zusammenhang mit der Thronbesteigung Ludwigs XI. - im Alter von etwa 90 Jahren. Raoul de Gaucourts Tod ist nicht dokumentiert, sicher ist, dass er am 21. Juni 1462 verstorben war.

## Ehe und Familie
Raoul de Gaucourt heiratete Jeanne de Preuilly, Dame de Naillac, Châteaubrun et Cluys-Dessus († 1455), Tochter von Gilles de Preuilly, Baron de Preuilly, und Marguerite de Naillac. Ihre Kinder sind:
- Charles de Gaucourt († 1482), Seigneur de Gaucourt, Hargicourt, Châteaubrun, Robais, Manicamp, Naillac, Florac et Audivier, Vicomte d’Acy; ⚭ 1454 Agnès (genannt Colette) de Vaux († vor 1471), Tochter von Jean de Vaux, Seigneur de Saintines (oder Saint-Yves), und Anne (oder Jeanne) Le Bouteiller
- Jean de Gaucourt († 10. Juni 1468), Kanoniker in Noyon, dann Bischof von Laon, Pair de France
- Raoul de Gaucourt, Seigneur de Luzarches et Hargicourt, 1493 bezeugt; ⚭ Marguerite de Poissy, Tochter von Gasce de Poissy und Agnèsde Montmorency
- Marie de Gaucourt (* um 1431, † vor 1489; ⚭ (1) 5. Juni 1456 Charles de Tournon, Seigneur de Serrières, La Roche, Mahut et Belcastel, Baron de Tournon († 1463/64), Sohn von Guillaume de Tournon, Seigneur de Tournon; ⚭ (2) René (de) Cossa, Seigneur de Marignane, † vor 1469, Sohn von Jean Cossa

## Weblink
- Ètienne Pattou, Seigneurs de Gaucourt, S. 4–6 (online abgerufen am 18. Mai 2020)